# توکانماها
توکانماها (نام علمی: Illadopsis) نام یک سرده از تیره سسکیان است.

## گونه‌ها
- توکانمای سینه‌پولکی (Illadopsis albipectus)
- توکانمای سرسیاه (Illadopsis cleaveri)
- توکانمای قهوه‌ای (Illadopsis fulvescens)
- توکانمای پوول (Illadopsis puveli)
- توکانمای کوهی (Illadopsis pyrrhoptera)
- توکانمای بال‌حنایی (Illadopsis rufescens)
- توکانمای سینه‌روشن (Illadopsis rufipennis)